# Chris Valicevic
Pour les articles homonymes, voir Valicevic.
Chris Valicevic (né le 25 avril 1968 à Mount Clemens dans l'État du Michigan aux États-Unis) est un joueur professionnel américain de hockey sur glace. Il évoluait au poste de défenseur.

## Biographie
Il a joué au niveau universitaire pour les Saint Mary's University of Minnesota après avoir complété trois saisons à Winona de 1990 à 1993. En 1993, il devient professionnel avec les Monarchs de Greensboro de l'ECHL et les Aces de Cornwall de la LAH. de 1994 à 1996, il a joué pendant 3 saisons dans la Roller Hockey International.

## Statistiques

### En club
| Saison    | Équipe                               | Ligue |    | Saison régulière | Saison régulière | Saison régulière | Saison régulière | Saison régulière |   | Séries éliminatoires | Séries éliminatoires | Séries éliminatoires | Séries éliminatoires | Séries éliminatoires |
| Saison    | Équipe                               | Ligue | PJ | B                | A                | Pts              | Pun              | PJ               | B | A                    | Pts                  | Pun                  |                      |                      |
| 1990-1991 | Saint Mary's University of Minnesota | MIAC  | 28 | 8                | 28               | 36               | 0                | -                | - | -                    | -                    | -                    |                      |                      |
| 1991-1992 | Saint Mary's University of Minnesota | MIAC  | 25 | 8                | 19               | 27               | 18               | -                | - | -                    | -                    | -                    |                      |                      |
| 1992-1993 | Saint Mary's University of Minnesota | MIAC  | 26 | 11               | 33               | 44               | 10               | -                | - | -                    | -                    | -                    |                      |                      |
| 1993-1994 | Aces de Cornwall                     | LAH   | 6  | 0                | 0                | 0                | 0                | -                | - | -                    | -                    | -                    |                      |                      |
| 1993-1994 | Monarchs de Greensboro               | ECHL  | 59 | 14               | 37               | 51               | 73               | 8                | 0 | 2                    | 2                    | 6                    |                      |                      |
| 1993-1994 | Monarchs de Greensboro               | ECHL  | 37 | 5                | 28               | 33               | 39               | 18               | 1 | 6                    | 7                    | 33                   |                      |                      |
| 1994-1995 | IceCats de Worcester                 | LAH   | 3  | 0                | 1                | 1                | 2                | -                | - | -                    | -                    | -                    |                      |                      |
| 1995-1996 | IceGators de la Louisiane            | ECHL  | 70 | 24               | 70               | 94               | 109              | 5                | 0 | 5                    | 5                    | 10                   |                      |                      |
| 1996-1997 | IceGators de la Louisiane            | ECHL  | 70 | 18               | 51               | 69               | 75               | 17               | 7 | 10                   | 17                   | 18                   |                      |                      |
| 1997-1998 | IceGators de la Louisiane            | ECHL  | 70 | 19               | 73               | 92               | 62               | 12               | 3 | 10                   | 13                   | 6                    |                      |                      |
| 1998-1999 | IceGators de la Louisiane            | ECHL  | 70 | 20               | 72               | 92               | 63               | 5                | 1 | 3                    | 4                    | 4                    |                      |                      |
| 1998-1999 | Aeros de Houston                     | LIH   | 1  | 0                | 0                | 0                | 0                | -                | - | -                    | -                    | -                    |                      |                      |
| 1999-2000 | IceGators de la Louisiane            | ECHL  | 70 | 27               | 45               | 72               | 46               | 19               | 5 | 18                   | 23                   | 30                   |                      |                      |
| 2000-2001 | IceGators de la Louisiane            | ECHL  | 72 | 13               | 41               | 54               | 56               | 13               | 3 | 5                    | 8                    | 8                    |                      |                      |
| 2001-2002 | IceGators de la Louisiane            | ECHL  | 72 | 11               | 43               | 54               | 52               | 5                | 0 | 1                    | 1                    | 2                    |                      |                      |

## Statistiques d'entraîneur
| Saison    | Équipe                    | Ligue |   | PJ | V | D | Pr              |  | Séries éliminatoires |
| 2010-2011 | IceGators de la Louisiane | SPHL  | 3 | 0  | 3 | 0 | Hors des séries |  |                      |